# Цителихати
Цителиха́ти (осет. Сырхы хох, груз. წითელი ხატი) — потухший вулкан на границе Ленингорского и Цхинвальского районов Южной Осетии. Примыкает к Кельскому плато и делит верхнюю часть бассейнов рек Ксани и Малая Лиахви. Высший пик — 3026,1 м, второй по высоте — 2945 м.
На горе расположены два крупных озера, заполняющие воронки потухшего вулкана. Малое озеро имеет протоку к Большому, не имеющему стока.
К небольшому плато на горе ведёт горная тропа, которой пользуются туристы.

## Топографические карты
- Лист карты K-38-53 пер. Крестовый. Масштаб: 1 : 100 000. Состояние местности на 1987 год. Издание 1989 г.